# Kuala Selat
Kuala Selat is een bestuurslaag in het regentschap Indragiri Hilir van de provincie Riau, Indonesië. Kuala Selat telt 2719 inwoners (volkstelling 2010).